# Russell Alexander
Russell Alexander (né le 26 février 1877 à Nevada City, dans le Missouri et mort le 2 octobre 1915 à New York) est un compositeur américain, également connu pour avoir créé nombre de comédies musicales et vaudevilles. Virtuose d'euphonium, il entre à l'orchestre du cirque Belford's Carnival à 18 ans. À 20 ans, il devient euphonium solo à l'orchestre du Barnum and Bailey Circus et part en tournée en Europe de 1897 à 1902. Il travaille alors aux vaudevilles avec ses frères Newton et Woodruff. Bien que son catalogue d'œuvres soit restreint, il est considéré comme un grand compositeur de marches dont on compte au moins 33 pièces, ainsi que des ouvertures, et d'autres compositions, notamment six galops.